# Murod Zuxurov
Murod Zuxurov, ros. Мурод Шавкатович Зухуров, Murod Szawkatowicz Zuchurow (ur. 23 grudnia 1983 w Taszkencie) – uzbecki piłkarz występujący na pozycji bramkarza w drużynie Nasaf Karszy.

## Kariera piłkarska
Murod Zuxurov jest wychowankiem klubu Metallurg Bekobod. W pierwszej drużynie występował przez cztery sezony. Następnie przeszedł do zespołu Navbahor Namangan. W 2008 podpisał kontrakt z drużyną Bunyodkor Taszkent. W swym pierwszym sezonie w barwach tej ekipy wywalczył mistrzostwo I ligi uzbeckiej. Sukces ten powtórzył w kolejnych dwóch latach. W 2011 przeniósł się do ekipy Nasaf Karszy.
Murod Zuxurov w 2010 został powołany na mecze towarzyskie reprezentacji Uzbekistanu. W 2011 został powołany na Puchar Azji. Uzbecy zajęli 1. miejsce w swojej grupie i awansowali do dalszej fazy. Zuxurov nie zdołał jednak do tej pory zadebiutować w drużynie narodowej.

### Sukcesy

#### Bunyodkor Taszkent
- Zwycięstwo
  - Oʻzbekiston Oliy Ligasi: 2008, 2009, 2010